# Friedrich Gotthilf Freitag
Pour les articles homonymes, voir Freitag.
Friedrich Gotthilf Freitag est un écrivain allemand né à Schulpforte (plus tard intégré à Bad Kösen, en Saxe prussienne) en 1723 et mort à Naumbourg en 1776. Il devint bourgmestre de cette dernière ville.

## Œuvre
Il a laissé, outre des dissertations et des traductions de divers ouvrages français, des écrits dont les principaux sont : 
- Rhinoceros e veterum scriptorum monimentis descriptus, Leipzig, 1747, in-8° Lire en ligne.
- Analecta litteraria de libris rarioribus, Gotha, 1776, in-8° Lire en ligne.
- Nachricht von seltenen und merkwürdigen Büchern, Gotha, Carl Wilhelm Ettinger, 1776 Lire en ligne.

## Source
- Grand dictionnaire universel du XIXe siècle.
- Deutsche Digitale Bibliothek